# Hypoestes lanata
Hypoestes lanata är en akantusväxtart som beskrevs av Dalz.. Hypoestes lanata ingår i släktet Hypoestes och familjen akantusväxter. Inga underarter finns listade i Catalogue of Life.